# Maecenas (Österreich)
Der Maecenas ist der österreichische Kultursponsoringpreis. Er wird seit 1989 jährlich von den Initiativen Wirtschaft für Kunst (IWK) in Kooperation mit dem ORF vergeben. Prämiert werden Unternehmer und Unternehmen für die Förderung von Kunstprojekten, die ohne diese Unterstützung nicht hätten verwirklicht werden können.
Die „Initiativen Wirtschaft für Kunst“ (IWK) wurden 1987 von Martin Schwarz als unabhängiger Verein wirtschaftstreibender Unternehmen gegründet, die die Zusammenarbeit von Wirtschaft und Kunst fördern möchten. Verliehen wird der Hauptpreis „Maecenas“ in mehreren Kategorien: Einsteiger, Klein- und Mittelbetriebe, Konzept und Sonderpreis(e). Der MAECENAS wird auch in einzelnen Bundesländern, wie Niederösterreich (seit 2001), Vorarlberg (seit 2004), Steiermark (2005), sowie Salzburg (2006) verliehen.
Die Bezeichnung „Maecenas“ leitet sich vom Römer Maecenas her, der in augusteischer Zeit Dichter wie Vergil und Horaz förderte.

## Preisträger
Neben den hier gelisteten Preisen werden in verschiedenen Kategorien auch noch zahlreiche Würdigungen und Lobende Erwähnungen ausgesprochen. Die Preise werden im Rahmen der Maecenas-Gala im Herbst vergeben und haben rein ideellen Charakter, sind also mit keiner finanziellen Dotation verbunden.
| Jahr    | Einsteiger                                                   | Klein- und Mittelbetriebe                                                                                      | Konzept/Großunternehmen | Sonderpreise |
| ------- | ------------------------------------------------------------ | --- | --- | --- |
| 2022    | –                                                            | Servoking GmbH für den VOI fesch Kunstpreis                                                                    | Hasslacher Gruppe für das Konzept: FROM WOOD TO WONDERS | DIAGONALE - Festival des Österreichischen Films für „Canale Diagonale: Kino für zu Hause“ |
| 2020&21 | –                                                            | Leoganger Bergbahnen Ges.m.b.H. mit dem Projekt „TONspuren-Inseln am Asitz“                                    | Hoch - und Tiefbau, Transportbeton, Baustoffe Baumeister Ing. Franz Kickinger GesmbH für regionales und nationales Kultursponsoring, Künstlerpatenschaft, Erhaltung von baulichen Kulturgütern und Denkmalpflege | OÖ Landes Kultur GmbH für die Einreichung „voestalpine open space“ |
| 2019    | –                                                            | Riedergarten Immobilien for Forest - Die ungebrochene Anziehungskraft der Natur                                | Erste Group Bank AG Klangforum Wien, Erste Bank Kompositionspreis, Wien Modern | Verein Academia Allegro Vivo Allegro Vivo 41. Internationales Kammermusikfestival und Sommerakademie |
| 2018    | –                                                            | Merito String Instruments Trust GmbH                                                                           | Schenker & Co AG: Kulturförderung DB Schenker Tirol | Kunst & Kultur: Verein Festival La Gacilly-Baden Photo Ö1-Publikumspreis: Frauenmuseum Hittisau: Maasai Baumeisterinnen aus Ololosokwan |
| 2017    | –                                                            | | | |
| 2016    | –                                                            | | | |
| 2015    | –                                                            | Bankhaus Krentschker & Co. AG                                                                                  | Erste Group Bank AG: Das MehrWERT Sponsoringprogramm der Erste Bank MPREIS Warenvertriebs GmbH: Literarisches Feinkostpapier                                                                                     | Kunst und Kultur: Business Theater – Theater im Unternehmen |
| 2014    | –                                                            | faksimile digital & Spenglerei Gepperth: HUMAN - eine Grenzunterschreitung & HUMAN - Rallye Orgelbau Pieringer | BAWAG P.S.K.: Initiative "Es geht" - Kooperation am Beispiel Volkstheater | Maecenatentum: Thomastik-Infeld GmbH: Sammlung Infeld Kunst und Kultur: ImPulsTanz - Vienna International Dance Festival: "Wir bitten zum Tanz" Ö1-Publikumspreis: VESCON Systemtechnik GmbH: "Kunst und Technik" |
| 2013    | –                                                            | Securo Zaunbau GmbH: „Künstlerwerkstatt Bottega“                                                               | Casinos Austria AG: „Sasinos Austria Music Line: CD-Produktionen und Präsentationen, außergewöhnliche Musikinitiativen, Starthilfe für die Stars von Morgen, Literaturpreis Alpha“                               | Langfristiges Sponsoringengagement: Legero Schuhfabrik GmbH: „www.con-tempus.eu, Festival steirischer herbst, Grazer Kunstverein, Festival Elevate, Musiktheater Carmina Slovenica, Festival La Strada, PIN.Freunde der Pinakothek e. V., Festival Diagonale, Museum Joanneum - Neue Galerie und Kunsthaus Graz, mumok / museum moderner Kunst“ Ö1-Publikumspreis: Salzstadl Gastronomie Betriebs GmbH: „Von Avantgarde bis zuwesinga“ Maecenatentum: KR Heinz J. Angerlehner: "Museum Angerlehner" |
| 2012    | –                                                            | conlux GmbH: „Sommerspiele Melk 2012 - Ausstattungssponsoring“                                                 | BAWAG P.S.K.: „Hauptsponsoring Diagonale“ & „Kurzfilmfestival espressofilm“ | Langfristiges Sponsoringengagement: Durst Phototechnik Digital Technology GmbH: „Tiroler Fotografie – 75 Jahre Durst Phototechnik“, „Tiroler Archiv“ und weitere Projekte Ö1-Publikumspreis: Bierbrauerei Schrems GmbH: „Kultursponsoring in Litschau – Schrammel.Klang-Festival“ Maecenatentum: Carl Djerassi: "Djerassi Resident Artists Program"; Benediktinerstift Admont: „Sammlung Jenseits des Sehens“; Crespo Foundation / START-Stipendium Wien: „Kunstprojekte START-Stipendium Wien“     |
| 2011    |                                                              | Windkraft Simonsfeld AG für „Rotorenluftmusik“                                                                 | Bank Austria für ihren erstmals in vier Kategorien verliehenen Kunstpreis | Langfristiges Sponsoringengagement: Wiener Städtische Wechselseitige - Vienna Insurance Group für ihre Kooperation mit dem Leopold Museum Ö1-Publikumspreis: Franz Wittmann Möbelwerkstätten GmbH für „4Viertel Kunst“ |
| 2010    |                                                              | Lenikus GesmbH für „Studioprogramm Lenikus“                                                                    | Knapp AG für „blood & tears“ | Langfristiges Sponsoringengagement: voestalpine AG für „Prix Ars Electronica“ Ö1-Publikumspreis: Lakeside Science & Technology Park GesmbH für „kunstraum lakeside“ |
| 2009    |                                                              | BAWAG P.S.K. für „Porgy & Bess - Jazzförderung neu“                                                            | Langfristiges Sponsoringengagement: Kelag Kärntner Elektrizitäts-Aktiengesellschaft für Kultur- und Sozialprojekte in Kärnten                                                                                    | |
| 2008    | „Baloise Kunstpreis – MUMOK“ der Basler Versicherungs-AG     | Schlossgärtnerei Wartholz mit dem „Literatursalon und Literaturwettbewerb Wartholz“                            | Casinos Austria AG | Kunst und Medien: EPAMEDIA – Europäische Plakat- und Außenmedien GmbH für ihre Kooperation mit dem Naturhistorischen Museum Wien im Rahmen einer crossmedialen Außenwerbekampagne für die Ausstellung „100 Jahre Venus von Willendorf“ |
| 2007    | The Boston Consulting Group GmbH Collini GmbH                | Lauster Naturstein GmbH                                                                                        | Erste Bank der oesterreichischen Sparkassen AG | Kunst und Medien: Telekom Austria TA AG |
| 2006    | Graz-Köflacher Bahn und Busbetrieb GmbH (GKB)                | Bankhaus Krentschker & Co AG                                                                                   | Wiener Städtische Versicherung | Kunst und Medien: mobilkom austria AG & Co KG |
| 2005    | Roche Diagnostics GmbH                                       | Brandner Schiffahrt GmbH                                                                                       | Deutsche Bank AG, Wien | Kunst und Medien: Kodak Ges.m.b.H. |
| 2004    | Hotel Le Méridien Wien / Sonderpreis Magna Steyr AG          | Winzer Krems                                                                                                   | Wiener Städtische Allgemeine Versicherung | Kunst und Wissenschaft: Dinkhauser Kartonagen Kunst und Medien: Kleine Zeitung |
| 2003    | Industriellenvereinigung Steiermark                          | Bühnenwirtshaus Juster                                                                                         | AVL List GmbH | Kunst und Soziales: Salzburger Sparkassen Bank |
| 2002    | Bauen und Wohnen                                             | Montblanc | ERSTE-Salzburger Sparkasse Bank | Kunst und Soziales: Österreichische Beamtenversicherung (ÖBV) |
| 2001    | Neusiedler                                                   | Thomastik - Infeld                                                                                             | Mercedes-Benz Österreich | |
| 2000    | mobilcom Austria für "Staatsoper für Kinder"                 | Fa. Brander & Co. für die Beteiligung an der Linzer Klangwolke 2000                                            | Fa. Tetrapak, BAT Business Automation Team GesmbH | |
| 1999    | ?                                                            | ? | Nestle Österreich für ein Projekt der Musik- und Nachwuchsförderung im Rahmen des Internationalen Orchesterinstituts Attergau unter der Patronanz der Wiener Philharmoniker                                      | |
| 1998    | Gemeinde Schwarzenberg am Böhmerwald für "Kunst des Urlaubs" | ? | Bank Austria für "Junge Kunst" | - |
| 1996    | SteweAg für "Strömung im 75. Jahr"                           | - | | |

## Maecenas in den Bundesländern
Seit 2001 wird der Maecenas auch in Niederösterreich mit ecoplus als Partner vergeben. In der Steiermark wurde 2012 der erste Maecenas und 2015 mit dem Zusatzpreis für Kultursponsoring-Sonderpreis für steirische Kulturanbieter vergeben. IN der Steiermark wird er seit 2005, in Vorarlberg seit 2008, sowie in Kärnten seit 2011 verliehen.